# ساتیش کومار (بوکسور)
ساتیش کومار (انگلیسی: Satish Kumar؛ زادهٔ ۴ مهٔ ۱۹۸۹) بوکسور اهل هند است.